# ساموئل ایوینگ
ساموئل ایوینگ (انگلیسی: Samuel Ewing؛ ۲۷ ژوئیهٔ ۱۹۰۶ – ۶ آوریل ۱۹۸۱) بازیکن هاکی روی چمن اهل ایالات متحده آمریکا بود.